# 中国行きのスロウ・ボート
『中国行きのスロウ・ボート』（ちゅうごくいきのスロウ・ボート）は、村上春樹の処女短編小説集。

## 概要
1983年5月18日、中央公論社で刊行され（2024年2月に復刊）、1986年1月に中公文庫で再刊された（1997年4月に改版）。
表紙の絵は安西水丸。収録された7編の作品のうち、「中国行きのスロウ・ボート」、「貧乏な叔母さんの話」、「ニューヨーク炭鉱の悲劇」、「カンガルー通信」、「午後の最後の芝生」の5編がこれまでに英訳されている。それらは『The Elephant Vanishes』（クノップフ社、1993年）と『Blind Willow, Sleeping Woman』（クノップフ社、2006年）の2冊の短編集で読むことができる。

## 表紙
単行本としては、安西が村上と最初に組んだ作品である。表紙の絵について安西は「ぼくはいつもの絵の中で、いちばん強い印象があると思っている線をはずしてみた。絵柄は皿にのった二つの西洋梨にした。見つめているとだんだん見えてくるような絵になったらいいと思った」と述べている。
村上は読者からの質問に対し、ウェブサイト上で「僕は『中国行きのスロウ・ボート』の表紙を最初に見たときの驚きが忘れられません。ほんとうにセンスの良い、素晴らしい絵でした。担当編集者は『これのどこがいいの？』と首をひねっていましたが、わからない人にはわからないんだなあと、つくづく思いました。」と答えている。

## 中国行きのスロウ・ボート
『海』1980年4月号に掲載された。
単行本収録時に書き直され、1990年9月刊行の『村上春樹全作品 1979〜1989』第3巻に収録される際にも、大幅な加筆修正がなされた。
村上の他の多くの作品同様、本作も内容を決めずに題名だけ考えて書き始められた。「もちろん例のソニー・ロリンズの演奏で有名な『オン・ナ・スロウ・ボート・トゥ・チャイナ』からタイトルを取った。僕はこの演奏と曲が大好きだからである。それ以外にはあまり意味はない。『中国行きのスロウ・ボート』という言葉からどんな小説が書けるのか、自分でもすごく興味があった」と村上は述べている。そしてその曲（原題『(I'd Like to Get You on a) Slow Boat to China』フランク・レッサー）の歌詞の一節がエピグラフに引用されている。
初めて書いた短編小説であるにもかかわらず、掲載誌の編集者から書き直しは一切要求されなかったという。

### 英訳
| タイトル | A Slow Boat to China                                 |
| 翻訳     | アルフレッド・バーンバウム                           |
| 初出     | 『The Threepenny Review』1993年3月1日号              |
| 単行本   | 『The Elephant Vanishes』（クノップフ社、1993年3月） |

## 貧乏な叔母さんの話
『新潮』1980年12月号に掲載された。
1990年9月刊行の『村上春樹全作品 1979〜1989』第3巻に収録される際、大幅な加筆修正がなされた。
著者にとっては2作目の短編小説にあたる。前作の「中国行きのスロウ・ボート」が掲載誌の編集者から書き直しを一切要求されなかったのとは対照的に、本作は担当編集者と「何度も何度も討論を重ね、薄紙を重ねるように丁寧に書き直した」という。「（注・初期の短編において）いちばん大きく書き直したのは『貧乏な叔母さんの話』だと思います」とも述べている。本短編を担当した編集者はのちに『海辺のカフカ』や『1Q84』も担当した。また、村上と安西水丸共著の『日出る国の工場』所収の「工場としての結婚式場」に「新郎・鈴木力・二六歳」として登場している。

### 英訳
| タイトル | A "Poor Aunt" Story                                         |
| 翻訳     | ジェイ・ルービン                                            |
| 初出     | 『ザ・ニューヨーカー』2001年12月3日号                       |
| 単行本   | 『Blind Willow, Sleeping Woman』（クノップフ社、2006年7月） |

雑誌掲載時のタイトルは「A Poor-Aunt Story」だった。

### あらすじ
「僕」は散歩の帰り、広場に腰を下ろし、連れと二人で一角獣の銅像をぼんやり見上げていた。梅雨が明けたばかりの爽かな風が緑の葉を震わせていた。誰かが芝生の上に置いたラジオから、失われた愛だとか、失われそうな愛だとかについての歌が風に乗って聞こえていた。そんな午後になぜか貧乏な叔母さんが「僕」の心を捉える。
8月の半ば、「僕」の背中には小さな貧乏な叔母さんが貼りついていた。ある友人にはそれは自分の母親であり、ある友人にとっては昨年の秋に食道ガンで死んだ秋田犬であり、ある不動産業者のとってはずっと昔の小学校の女教師であった。
「僕」はいくつかの雑誌の取材につきあわされ、テレビのモーニング・ショーに出た。テレビに出たあと、3カ月ぶりに連れに会った。
「彼女について何かわかってきた？」と彼女が言った。「それで、幾らかは書けたの？」
「いや」と「僕」は首を振った。「まるで書けない。もうずっと書けないかもしれない」
貧乏な叔母さんが「僕」の背中を離れたのは秋の終りだった。

## ニューヨーク炭鉱の悲劇
『BRUTUS』1981年3月号に掲載された。
雑誌掲載時の挿画は佐々木マキ。1990年9月刊行の『村上春樹全作品 1979〜1989』第3巻に収録される際、大幅な加筆修正がなされた。村上は本短編について次のように述べている。
「担当の編集者は当時この作品を掲載することを渋った。『ビージーズはおしゃれじゃない』というのがその理由であったと記憶している。まあそれはそうかもしれないけれど、そんなこと言われても僕としてはとても困った。僕はこの曲の歌詞にひかれて、とにかく『ニューヨーク炭鉱の悲劇』という題の小説を書いてみたかったのである。ビージーズが歌おうが、ベイ・シティー・ローラーズが歌おうが、関係ないのだ。人はおしゃれになるために小説を書いているわけではない――と思う」
ビージーズの楽曲「New York Mining Disaster 1941」（邦題は本作と同じ「ニューヨーク炭鉱の悲劇」）の一節がエピグラフに引用されている。

### 英訳
| タイトル | New York Mining Disaster                                    |
| 翻訳     | フィリップ・ガブリエル                                      |
| 初出     | 『ザ・ニューヨーカー』1999年1月11日号                       |
| 単行本   | 『Blind Willow, Sleeping Woman』（クノップフ社、2006年7月） |

### あらすじ
台風や集中豪雨がやってくるたびに動物園に足を運ぶという奇妙な習慣をのぞけば、友人は至極まともな人物だった。外資系の貿易会社に勤め、こざっぱりとしたアパートに一人で住んでいる。「僕」は誰かが死ぬたびに、彼に電話をかけた。黒い背広と黒いネクタイと黒い革靴を借りるためだ。
28歳になった年、「僕」のまわりで友人たちが次々に死んでいった。1月から12月にかけて5人の人間が死んだ。その都度「僕」は貿易会社に勤める友人から背広とネクタイと革靴を借りた。
そしてその年の終わりに小さなパーティーがあった。六本木あたりの店を借り切って毎年大晦日に行われるそのパーティーで、「僕」は青いシルクのワンピースを着た女性を紹介された。バンドは『蛍の光』を演奏し始めた。
「十一時五十五分」と彼女は言った。「私、『蛍の光』って大好きよ。あなたは？」
「『峠の我が家』の方が良いな、かもしかやら野牛やらが出てきて」
空気を節約するためにカンテラが吹き消され、あたりは漆黒の闇に覆われた。抗夫たちは闇の中で身を寄せあい、耳を澄ませ、ただひとつの音が聞こえてくるのを待っていた。つるはしの音だ。

## カンガルー通信
『新潮』1981年10月号に掲載された。
1990年9月刊行の『村上春樹全作品 1979〜1989』第3巻に収録される際、若干の修正がなされた。

### 英訳
|          | 1                       | 2                                                     |
| -------- | ----------------------- | ----------------------------------------------------- |
| タイトル | The Kangaroo Communiqué | The Kangaroo Communiqué                               |
| 翻訳     | フィリップ・ガブリエル  | アルフレッド・バーンバウム                            |
| 初出     | 『ZYZZYVA』1988年春号   | 『The Elephant Vanishes』 （クノップフ社、1993年3月） |

『ZYZZYVA』1988年春号に収められた「The Kangaroo Communiqué」はフィリップ・ガブリエルが翻訳したものだが、短編集『The Elephant Vanishes』に収められたものはアルフレッド・バーンバウムが翻訳している。
ジェイ・ルービンによれば、本作は米国で最初に出版された村上の短編小説であるという。

### あらすじ
僕は26歳で、デパートの商品管理課に勤めています。我々の仕事の中心は、客から寄せられた商品の苦情に対する応対です。先日あなたが寄せられた苦情について我々は慎重に検討してみたのですが、結局あなたの苦情はCランク（明らかに客の責任であり、当方は事情を説明しておひきとり願います）に分類されるべき性格のものである、という結論に達しました。
実を言うと、この一週間ばかり、僕は何度も何度もあなたに手紙を書こうとしました。でも結局あきらめ、カセット・テープを買い込んであなたへの手紙を直接吹き込むことにしました。
今朝、カンガルーの柵の前で、僕は36の偶然の集積を経て、ひとつの啓示を得たのです。つまり大いなる不完全さ、ということです。
僕はこの手紙を「カンガルー通信」と名付けました。

## 午後の最後の芝生
『宝島』1982年9月号に掲載された。
村上は次のように述べている。「昔芝生のある家に住んでいて、あまりの面倒さに音を上げたことがあります。そのときの経験をもとにして『午後の最後の芝生』という短編を書きました」
のちに、モリサワのPR誌『たて組ヨコ組』第18号（1987年12月10日）に安西水丸の絵と共に掲載された。

### 英訳
| タイトル | The Last Lawn of the Afternoon                       |
| 翻訳     | アルフレッド・バーンバウム                           |
| 初出     | 『The Elephant Vanishes』（クノップフ社、1993年3月） |

### 作品に対する評価
村上は本作品について「『宝島』（昔の『宝島』は今とは全然別のものだった）のために書いた作品。その当時けっこう反響も大きかったし、個人的にこの小説が好きだという人もまわりに多い。」と述べているが、著者自身が言うとおり人気の高い作品である。
イラストレーターの沢野ひとしは、「村上春樹とぼくはきっと趣味も興味も全然ちがうはずなのだが、この『中国行きのスロウ・ボート』にでてくる短篇は、ほかの彼の作品より主人公に存在感があり、ぼくの胸をくすぐるのであった。とりわけ『午後の最後の芝生』は忘れることのできない小説になりそうである。（中略）ぼくはこの美しい短篇小説を何度も読み返した」と述べている
思想家の内田樹は、「私自身の村上春樹ベスト短編は『四月のある晴れた朝に100パーセントの女の子に出会うことについて』と『中国行きのスロウ・ボート』と『午後の最後の芝生』である」と述べている。
小説家の小川洋子は、「自分が敬愛する作家の、もっとも好きな作品が短編である場合（中略）、短編ならばふと思い立った時、最初から最後までいつでも通して読み返せる。（中略）村上春樹作品の中で、私がそういう読み方をしているのは『中国行きのスロウ・ボート』に収められた、『午後の最後の芝生』である」と述べている。
『トニー滝谷』を映画化した映画監督の市川準は、「短編では『午後の最後の芝生』もちょっとやりたかった」と述べている。
安西水丸は前述のとおり、PR誌『たて組ヨコ組』のために本短編の挿絵を描いている。『イラストレーション』2011年3月号が「安西水丸 村上春樹との全仕事 1981-2011」という特集を組んだとき、「村上春樹さんの『午後の最後の芝生』という大好きな短編小説を絵にしています。この小説は今でもよく読んでいます」「ぼくは何度も読んでいますが、その度に夏の芝生の草いきれがつたわってきます」とコメントを残している。
元『文學界』編集長の湯川豊は、「短編としてこれくらい見事なものはない」と述べている。
村上陽子夫人も、いちばん好きな村上の短編小説は本作品だという。

## 土の中の彼女の小さな犬
『すばる』1982年11月号に掲載された。
村上は本作についてこう述べている。「僕はその当時、ここに出てくるのと同じような占いに凝っていた。夜中に神経を集中して相手の気配をたぐりよせていくと、ずるずるいろんなことが出てきた。全然知らない相手でも自分でも驚くほどよく当たった。」
舞台になったホテルは、愛知県の蒲郡ホテル（1934年竣工）をイメージして書かれたものだという。なお蒲郡ホテルは経営母体が変わるたびに名前を変え、2012年3月以降は「蒲郡クラシックホテル」となった。
1988年、本作を原作とする日本映画『森の向う側』が、野村恵一監督、きたやまおさむと一色彩子主演で製作された。

### あらすじ
食堂の窓からは海が見えた。雨が灰色の空と暗い海の境を完全に消し去っていた。6月の金曜日の朝、リゾート・ホテルの食堂で二杯めのコーヒーをカップに注いでいる時、若い女が一人入ってきた。「僕」が立ち去る時、女は眉ひとつ動かさずに外の風景を眺めていた。
「僕」はここに来て以来、一行も文章を書いていない。僕はベッドに寝転んで推理小説を読んだり、テレビを見たりしている。ホテルの部屋から、喧嘩をしたガールフレンドのアパートに何度か電話かけてみたが、誰も出なかった。
その日の午後、「僕」はホテルの図書室で女ともう一度顔を合わせる。「東京からいらっしゃったの？」「そうです。あなたは？」
女は笑った。「東京じゃないわ」
それから我慢比べのような沈黙がつづき、「あてていいですか？」とタイミングをみはからって「僕」は女に尋ねた。
夕方、食堂から戻り、部屋のドアを開けた時、床に紙片が落ちた。メモ用紙には「昼間はごめんなさい。雨もあがったことだし、退屈しのぎに散歩でもしませんか？ よろしかったら九時にプールでお待ちしております」と書いてあった。
「僕」はプールのデッキ・チェアの背もたれを倒してあおむけに寝転び、女を待った。
女は「昔、マルチーズを飼ってたの。父親に頼んで買ってもらったの」と言った。

## シドニーのグリーン・ストリート
『海』臨時増刊「子どもの宇宙」1982年12月号に掲載された。
雑誌掲載時の挿絵は飯野和好。のちに、2006年12月刊行の『はじめての文学 村上春樹』（文藝春秋）の冒頭に収録された。
村上は本作についてこう述べている。「この作品もタイトルから始まった。シドニー・グリーンストリートは言うまでもなく『マルタの鷹』に出てきた名優の名前である。僕は『マルタの鷹』を見たときからいつか『シドニーのグリーン・ストリート』という題の小説を書きたいと思っていたのだ。」

### あらすじ
シドニーのグリーン・ストリートはシドニーでもいちばんしけた通りである。「僕」がシドニーのグリーン・ストリートに私立探偵事務所を構えているのは、ここにいる限り知り合いなんて一人も訪ねてこないからだ。事務所にいない時はピザ・スタンドでウェイトレスの「ちゃーりー」と世間話をしている。「僕」は「ちゃーりー」のことがとても好きだ。
羊の格好をした小男がドアから入ってきたのは金曜日の午後だった。「僕」はプレーヤーのスイッチを切ってグレン・グールドの「インヴェンション」をレコード棚にしまい、羊男に椅子をすすめた。羊博士に右の耳をとられたのでとりかえしてもらいたいとのことだった。
「僕」は羊博士の家を突き止めたものの、花びんで頭をなぐられ意識をなくしてしまう。「僕」は「ちゃりー」と二人でもう一度羊博士の家に向かった。
「どうしてそんなに羊男を憎むんですか。良い人じゃありませんか」
羊博士は「理由なんてあるもんか。あいつらがあんなみっともない格好して楽しそうに暮しておるのを見ると、もう無性に憎いんじゃよ」と答えた。
「願望憎悪よ」と「ちゃーりー」は言った。「あなたは本当は自分も羊男になりたいのよ。でもそれを認めたくないから羊男を逆に憎むようになったのね」
「僕」がどうしてそんなことがわかるのかと尋ねると、「ちゃーりー」は言った。
「あんたたちフロイトとかユングとか読んだことないの？」